# Більшовик (Краснослободський район)
Більшови́к (рос. Большевик, ерз. Большевик) — селище у складі Краснослободського району Мордовії, Росія. Входить до складу Старосіндровського сільського поселення.
Населення — 12 осіб (2010; 19 у 2002).
Національний склад (станом на 2002 рік):
- мокшани — 89 %